# Джусупов, Маханбет
Маханбет Джусупов  — казахский русист, тюрколог, методист, специалист по русской, тюркской и сопоставительной фонологии, фоностилистике, паремиологии, стилистике, методике обучения неродному языку, доктор филологических наук, кандидат педагогических наук, профессор кафедры современного русского языка, почётный заведующий кафедрой Узбекского государственного университета мировых языков.

## Биография
В 1966—1971 гг. учился в Республиканском педагогическом институте русского языка и литературы по специальности «русский язык и литература», в 1983 г. защитил под научным руководством д.п.н., проф. Бельдияна Валерия Михайловича (в то время ещё к.п.н., доц.) кандидатскую диссертацию на тему «Обучение литературному произношению студентов-казахов в курсе фонетики современного русского языка» (г. Ташкент), в 1993 г. — докторскую диссертацию на тему «Сингармонический звуковой строй в сопоставлении с несингармоническим (на материале казахского и русского языков)» (г. Алматы).

### Семья
Супруга Джусупова Куралай Бегайдаровна, кандидат педагогических наук, родилась 30 октября 1952 года. 
Сын Джусупов Нурсултан Маханбетулы, доктор филологических наук
Невеста Джусупова Унгдалсын Талипбаевна, доктор PhD по филологии
Внучка: Джусупова Айдария Нурсултанкызы, студентка Нью-Йоркского университета
Внук: Джусупов Нурдастан Нурсултанулы, ученик 10-го класса (1 курс лицея)
Внучка: Джусупова Айдана Нурсултанкызы, ученица 7-го класса

## Педагогическая деятельность

### Читаемые курсы
Бакалавриат: «Методика преподавания современного русского языка», «Фонология», «Стилистика современного русского языка», «Русский язык и культура речи», «Лингвистический анализ художественного текста».
Магистратура: «Методология научного исследования», «Русский язык и культура речи»

### Разработанные курсы
«Тюркская фоностилистика», «Сопоставительная фонология русского и казахского языков», «Сопоставительная фоностилистика русского и тюркского языков», «Современный русский язык. Фонология», «Стилистика современного русского языка».

### Научная деятельность
Маханбет Джусупов — гордость отечественного языкознания и лингводидактики. М. Джусупов создал научные школы в области сопоставительной фонологии (сингармофонология), уровневой стилистики, фоностилистики, теории и практики обучения неродному языку (трехчленная типология упражнений), теорий интерференции в условиях тюркско-русского билингвизма и полилингвизма. Им введены в научный обиход понятия и термины: сингармофонема (сингармоническая фонема), сингармофонология (фонология сингармонизма), сингармоническая редукция, сингармоническая позиция, сингармофонологическая оппозиция; минус-плюс-сегментация (разновидность сегментной речевой интерференции).

### Диссертационный совет
М. Д. Джусупов работал членом диссертационных советов по защите докторских и кандидатских диссертаций при Кокшетауском государственном университете им. Ш. Уалиханова, Женском государственном педагогическом университете (г. Алматы), Узбекском государственном университете мировых языков (УзГУМЯ, г. Ташкент) и Национальном университете Узбекистана (НУУз, г. Ташкент).

### Премии
1.      Государственный Орден «Дустлик» («Дружба») Республики Узбекистан, 2002 г.;
2.      Нагрудный знак «За заслуги в развитии науки Республики Казахстан», МОН РК, 2007;
3.      Нагрудный знак «За заслуги в развитии науки Республики Казахстан», МОН РК, 2009 г.;
4.      Медаль Казанского (Приволжского) Федерального университета «За посещение славного города» (Россия, 2012);
5.      Золотая звезда Машхур Жусупа Копеева   Международного Фонда им. Машхур Жусупа Копеева г. Павлодар (Казахстан, 2013);
6.      Медаль «Үш ғулама» (Три повелителя), Южно-Казахстанский государственный университет имени М. О. Ауэзова, Международный фонд, г. Шымкент, Казахстан;
7.      Медаль М.Х. Дулати  («Дулати»), 30 сентября 2019 года. Казахстан, г. Тараз. Областной Акимият Жамбульской области, Международный фонд им. М.Х. Дулати и Таразский государственный университет им. М.Х. Дулати.
8.      Ряд почетных грамот и материальных премий от имени Минвуза и других вышестоящих государственных учреждений иностранных студентов на 1 Международную научно-практическую конференцию (17 ноября 2004 г.).
9. Медаль  Международной организации тюркской культуры  (Турция, октябрь 2022 г.).
10. Серебряная медаль  Международной тюркской академии  (Стамбул (Турция) - Астана (Казахстан), ноябрь 2022 г.).
11. Почётные грамоты и благодарственные письма Минвуза, международных организаций МАПРЯЛ, «Златоуст» и др.
М. Д. Джусупов — победитель международных грантов по написанию учебников по русскому языку для средних школ РК, а также гранта по написанию вузовского учебника «Современный русский язык. Фоностилистика» (Университет им. А. Мицкевича, г. Познань, Польша).
Под руководством М. Джусупова подготовлено 29 кандидатов и 7 докторов наук. Ученики М. Джусупова являются гражданами Узбекистана, Казахстана, России. На мой взгляд, профессионализм Маханбета Джусупова как научного руководителя заключается в том, что его ученики чувствуют себя с ним на равных, на них не давит груз высоких лавров учёного, он верит в них, и эта вера дает им огромный стимул, утрирует их ответственность. Кроме того, сказывается и человеческий фактор — большой ученый поддерживает своих учеников не только морально, но и при необходимости материально, проявляя свои отцовские качества: где-то накормит, где-то поможет решить проблему с жильём, где-то посодействует в публикации научных трудов. Для него всегда важно самочувствие и семейное благополучие его учеников.